# Альварес, Каста
Каста Альварес Барсело (исп. Casta Álvarez Barceló; 1776 — 26 апреля 1846) — испанская воительница, сражавшаяся во время осады Сарагосы в период Пиренейских войн. Она известна тем, что вдохновила защитников города, в одиночку разгромив наступающий французский кавалерийский отряд. За свои действия она получила пенсию от Фердинанда VII, короля Испании, а в столетнюю годовщину осады её останки были с почестями перезахоронены.

## Биография
Альварес Барсело родилась в 1776 году в скромной крестьянской семье. Возможно, она была уроженкой Сарагосы или, по другой версии, родилась в Оране и позднее переехала в Сарагосу. Однако к 1808 году она уже точно была жительницей этого города. После восстания 2 мая в Мадриде французские и польские войска под командованием Шарля Лефевра-Денуэтта были посланы Наполеоном для подавления бунта. 15 июня 1808 года Лефевр-Денуэтт прибыл в окрестности Сарагосы, намереваясь атаковать город.

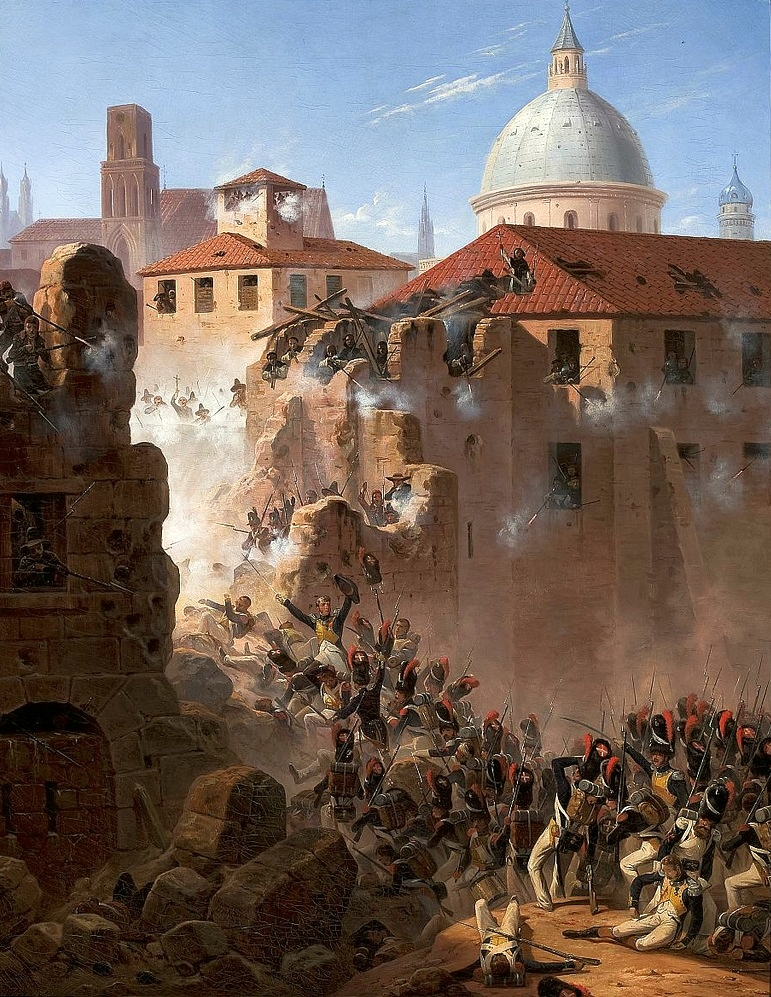
Нападение на Сарагосу, картина Януария Суходольского

Нападение на город было особенно жестоким, сопровождавшимся осадой с целью уморить голодом горожан и рукопашными боями на улицах города, что привело к огромным человеческим жертвам от болезней, а также от самих боёв. Защитники Сарагосы, возглавляемые Хосе де Палафоксом, были плохо обучены по сравнению с французскими и польскими войсками и вели отчаянную борьбу. Альварес Барсело помогала организовывать снабжение едой и боеприпасами горожан и защитников города.
Однажды, работая вблизи Пуэрта-дель-Кармен, она оказалась в серьёзной опасности. Будучи внезапно окружённой французской кавалерией, вместо того чтобы бежать, она подобрала брошенный мушкет и начала стрелять. Французы, удивлённые свирепостью этой испанской крестьянки и её умением обращаться с оружием, отступили. Её действия вдохновили обороняющихся, и французские войска были отбиты. Впоследствии она также участвовала во второй осаде Сарагосы, и вновь её образ, а также её военная доблесть послужила источником вдохновения для жителей Сарагосы, который считали её героиней.
В знак признания своих заслуг Альварес Барсело была награждена орденами Отличия (исп. Escudo de Distinción) и Защитника Отечества (исп. Escudo de Defensor de la Patria), а также пенсией, пожалованной ей королём Испании Фердинандом VII.

## Признание
Несмотря на то, что испанцы в конечном счете потерпели поражение в Сарагосе, Альварес Барсело, наряду с другими героинями этих боёв, такими как Агустина де Арагон, стала важной национальной иконой. Её образ был популяризирован в серии гравюр Хуана Гальвеса и Фернандо Брамбилы под названием «Руины Сарагосы» (исп. Ruinas de Zaragoza), опубликованные в Кадисе в 1812 и 1813 годах. Её портрет работы Марселино де Унсеты 1875 года также был выставлен в Сарагосе. В 1908 году, в столетнюю годовщину осады города, её останки были перезахоронены в честь этого события в часовне Анунсиасьон-дель-Сантуарио-де-Нуэстра-Сеньора-дель-Портильо. В честь неё также была названа дорога.